# دينر داش
داينر داش (بالإنجليزية: Diner Dash)‏ هي لعبة فيديو إلكترونية بسيطة، صممت من قبل شركة "Game Lab" ونشرت بواسطة "PlayFirst". لاقت هذه اللعبة نجاحاً عالمياً كبيراً، حيث اعتبرت من أكثر الألعاب القابلة للتحميل مبيعاً لعام 2004م، وأشهر ألعاب الفيديو التي صممتها "Game Lab" وأول ألعابها التي عرضت للتحميل.
فكرة اللعبة تدور حول قصة الشخصية الرئيسية في اللعبة، والتي تدعى فلو، فقد كانت مديرة تنفيذية سابقة في شركة ضخمة، وبعد أن أفلست اضطرت إلى افتتاح مطعم خاص بها والعمل كنادلة. يقوم اللاعبون بتقمص دور فلو والاستجابة لطلبات الزبائن بأقصى سرعة ممكنة.
حاول مصمموا اللعبة تطوير لعبة تحمل فكرة خدمة الناس في مطعم لعدة سنوات، واستندوا أيضاً على قصة لعبة أخرى تسمى "Bust-A-Gut"، والتي يتم من خلالها تحضير أطباق السوشي. عندما ثبت المصممون على هذه الفكرة، أسموها في البداية "Lunch"، ثم غيروها إلى اسمها الحالي. أيضاً، ساهمت رسوم اللعبة الطريفة والكاريكاتورية، والتي رسمتها آمي غانتر، في إنجاح اللعبة بشكل كبير.
تم تكوين نسخ خاصة من هذه اللعبة لتتلاءم مع "Play Station Portable" و"Nintendo Game Boy"، كما حازت على أعلى المراتب في مواقع الألعاب الإلكترونية الشهيرة، مثل "Shockwave.com" و"Trygames".

## روابط خارجية
- دينر داش على موقع IMDb (الإنجليزية)